# Обрад Бијанко
Обрад Бијанко (8/21. јун 1904 — 6. март 1945) био је жандармеријски наредник и четнички поручник за време Другог светског рата.

## Биографија
Рођен као прво дете Николе Бијанка (1866—1930) и Марије Ћосо (1876—1925) у породици Срба из Далмације. Имао је млађу сестру Милицу (1907—2001, била удата за Војина Швоњу из Крупе). У најстаријем манастиру Далмације, Крупа, крштен је 04. јул 1904. године а кумови су му били Тодор Љубичић, тежак из Крупе и Лазо Поповац, манастирски ђак.
Обрад је као млад 1928. године отишао из родне Крупе у тек отворену жандармеријску школу у Сремску Митровицу и после њеног завршетка службовао до 1941. године на разним местима у жандармеријској служби у чину наредника. Почетак рата га је затекао на служби у Мостару а у родну Крупу се враћа на јесен 1941. године и убрзо прикључује личким устаницима. У самој Крупи тада је било мирно док усташе нису дошле кратко и у устанку истеране (02. август 1941. године). Као наредник, војнички изграђен, одмах је од устаника постављен за вођу и постављен на чело новооформираног Велебитског одреда Динарске четничке дивизије у којем се углавном налазило људство Крупе, Голубића, Мушковаца и Жегара али је било и из других делова Северне Далмације. Убрзо добија чин поручника а војвода Ђујић га именује за команданта крупског и голубићког батаљона и на тој дужности остаје за све време рата.
Приликом повлачења Динарске четничке дивизије из Далмације и Лике за Словеније и касније Италију, није одступио, већ је с једним делом својих бораца остао у Велебиту, надајући се да ће се искрцати енглески војници у Далмацији и да ће се прикључити њима. Издајом неких својих сабораца, бива, 28. фебруара 1945.године, заједно с својих 8 бораца, опкољен у Велебиту, у пећини Мајкановка од стране бригаде КНОЈ-а. Након дуже опсаде, и минирања пећине, 06. марта 1945.године, након безнадежне борбе долази до предаје шест његових бораца на часну реч да неће бити убијени. Један његов верни пратилац Сава Јованчевић Зекић звани Сакан ( рођен у Криводоли Крупа 1922. године је изашао из пећине у извидницу и бива смртно рањен августа 1945. на месту Бијели кук на Велебиту где га је укопао таст Лазо Веселиновић Чабре. Убијен је од стране партизана Љубичића из Крупе,(стрељани касније у Шибенику), док се Обрад с својим верним пратиоцем Луком Д. Швоња није хтео предати него су обојица у пећини извршили самоубиство бомбом.
Комунисти нису дозволили да њихови остаци буду достојно сахрањени него су бачени у неку од велебитских јама.